# Umut Meraş
Cengiz Umut Meraş (Istanbul, 20 december 1995) is een Turks voetballer die doorgaans speelt als linksback. In juli 2024 verruilde hij Beşiktaş voor Eyüpspor. Meraş maakte in 2019 zijn debuut in het Turks voetbalelftal.

## Clubcarrière
Meraş speelde in de jeugd van Şehremini, Sarıyer en Yeşilköy, voor hij in de opleiding van Boluspor terechtkwam. Hier speelde hij zijn eerste professionele wedstrijd op 19 oktober 2014, toen in de 1. Lig met 0–0 gelijkgespeeld werd tegen Altınordu. Meraş mocht in de basis beginnen en speelde het gehele duel mee. Bursaspor haalde de vleugelverdediger medio 2018 naar de Süper Lig. Na afloop van dit seizoen zou Bursaspor degraderen naar het tweede niveau. Meraş daalde niet mee, want hij werd in de zomerse transferperiode voor een bedrag van circa 1,3 miljoen euro overgenomen door Le Havre, waar hij zijn handtekening zette onder een verbintenis voor de duur van vier seizoenen, met een optie op een jaar extra. Voor anderhalf miljoen euro keerde Meraş twee jaar na zijn komst de terugkeer naar Turkije, toen hij voor drie jaar met een optie op eentje extra tekende bij Beşiktaş. Toen zijn contract hier afliep in de zomer van 2024 tekende Meraş voor twee jaar bij Eyüpspor.

## Clubstatistieken
| Seizoen | Club      | Competitie | Competitie | Competitie | Beker | Beker | Internationaal | Internationaal | Totaal | Totaal |
| Seizoen | Club      | Competitie | Wed.       | Dlp.       | Wed.  | Dlp.  | Wed.           | Dlp.           | Wed.   | Dlp.   |
| ------- | --------- | ---------- | ---------- | ---------- | ----- | ----- | -------------- | -------------- | ------ | ------ |
| 2014/15 | Boluspor  | 1. Lig     | 11         | 0          | 0     | 0     | —              | —              | 11     | 0      |
| 2015/16 | Boluspor  | 1. Lig     | 22         | 0          | 5     | 0     | —              | —              | 27     | 0      |
| 2016/17 | Boluspor  | 1. Lig     | 14         | 0          | 6     | 0     | —              | —              | 20     | 0      |
| 2017/18 | Boluspor  | 1. Lig     | 29         | 2          | 2     | 0     | —              | —              | 31     | 2      |
| 2018/19 | Boluspor  | 1. Lig     | 3          | 0          | 0     | 0     | —              | —              | 3      | 0      |
| 2018/19 | Bursaspor | Süper Lig  | 27         | 2          | 0     | 0     | —              | —              | 27     | 2      |
| 2019/20 | Le Havre  | Ligue 2    | 22         | 0          | 0     | 0     | —              | —              | 22     | 0      |
| 2020/21 | Le Havre  | Ligue 2    | 31         | 1          | 0     | 0     | —              | —              | 31     | 1      |
| 2021/22 | Le Havre  | Ligue 2    | 4          | 0          | 0     | 0     | —              | —              | 4      | 0      |
| 2021/22 | Beşiktaş  | Süper Lig  | 22         | 0          | 3     | 0     | 3              | 0              | 28     | 0      |
| 2022/23 | Beşiktaş  | Süper Lig  | 15         | 0          | 3     | 0     | —              | —              | 18     | 0      |
| 2023/24 | Beşiktaş  | Süper Lig  | 7          | 0          | 3     | 0     | 4              | 0              | 14     | 0      |
| 2024/25 | Eyüpspor  | 1. Lig     | 24         | 0          | 4     | 0     | —              | —              | 28     | 0      |
| Totaal  | Totaal    | Totaal     | 231        | 5          | 26    | 0     | 7              | 0              | 264    | 5      |

Bijgewerkt op 9 april 2025.

## Interlandcarrière
Meraş maakte zijn debuut in het Turks voetbalelftal op 30 mei 2019, toen een vriendschappelijke wedstrijd gespeeld werd tegen Griekenland. Na doelpunten van Cengiz Ünder en Kenan Karaman deed Griekenland in de blessuretijd van de tweede helft wat terug via Dimitris Kourbelis: 2–1. Meraş mocht van bondscoach Şenol Güneş in de basis beginnen en hij speelde het gehele duel mee. De andere Turkse debutanten dit duel waren Uğurcan Çakır, Abdülkadir Ömür (beiden Trabzonspor), Güven Yalçın (Beşiktaş) en Nazım Sangaré (Antalyaspor). Meraş werd in juni 2021 door Güneş opgeroepen voor de Turkse selectie op het uitgestelde EK 2020. Op het toernooi werd Turkije uitgeschakeld in de groepsfase, na nederlagen tegen Italië (0–3), Wales (0–2) en Zwitserland (3–1). Meraş speelde mee tegen Italië en Wales.
| Interlands van Umut Meraş voor Turkije | Interlands van Umut Meraş voor Turkije | Interlands van Umut Meraş voor Turkije | Interlands van Umut Meraş voor Turkije | Interlands van Umut Meraş voor Turkije | Interlands van Umut Meraş voor Turkije |
| №                                      | Datum                                  | Wedstrijd                              | Uitslag                                | Competitie                             | Goals                                  |
| Als speler bij Bursaspor               | Als speler bij Bursaspor               | Als speler bij Bursaspor               | Als speler bij Bursaspor               | Als speler bij Bursaspor               | Als speler bij Bursaspor               |
| -------------------------------------- | -------------------------------------- | -------------------------------------- | -------------------------------------- | -------------------------------------- | -------------------------------------- |
| 1                                      | 30 mei 2019                            | Turkije – Griekenland                  | 2 – 1                                  | Vriendschappelijk                      |                                        |
| Als speler bij Le Havre                |                                        |                                        |                                        |                                        |                                        |
| 2                                      | 7 september 2019                       | Turkije – Andorra                      | 1 – 0                                  | EK 2020 kwalificatie                   |                                        |
| 3                                      | 10 september 2019                      | Moldavië – Turkije                     | 0 – 4                                  | EK 2020 kwalificatie                   |                                        |
| 4                                      | 11 oktober 2019                        | Turkije – Albanië                      | 1 – 0                                  | EK 2020 kwalificatie                   |                                        |
| 5                                      | 14 oktober 2019                        | Frankrijk – Turkije                    | 1 – 1                                  | EK 2020 kwalificatie                   |                                        |
| 6                                      | 14 november 2019                       | Turkije – IJsland                      | 0 – 0                                  | EK 2020 kwalificatie                   |                                        |
| 7                                      | 3 september 2020                       | Turkije – Hongarije                    | 0 – 1                                  | Nations League 2020/21                 |                                        |
| 8                                      | 11 oktober 2020                        | Rusland – Turkije                      | 1 – 1                                  | Nations League 2020/21                 |                                        |
| 9                                      | 14 oktober 2020                        | Turkije – Servië                       | 2 – 2                                  | Nations League 2020/21                 |                                        |
| 10                                     | 24 maart 2021                          | Turkije – Nederland                    | 4 – 2                                  | WK 2022 kwalificatie                   |                                        |
| 11                                     | 27 maart 2021                          | Noorwegen – Turkije                    | 0 – 3                                  | WK 2022 kwalificatie                   |                                        |
| 12                                     | 30 maart 2021                          | Turkije – Letland                      | 3 – 3                                  | WK 2022 kwalificatie                   |                                        |
| 13                                     | 3 juni 2021                            | Turkije – Moldavië                     | 2 – 0                                  | Vriendschappelijk                      |                                        |
| 14                                     | 11 juni 2021                           | Turkije – Italië                       | 0 – 3                                  | EK 2020                                |                                        |
| 15                                     | 16 juni 2021                           | Turkije – Wales                        | 0 – 2                                  | EK 2020                                |                                        |

Bijgewerkt op 3 juli 2024.